# Ljoedmila Toerisjtsjeva
Ljoedmila Ivanova Toerisjtsjeva (Russisch: Людмила Ивановна Турищева) (Grozny, 7 oktober 1952) is een voormalig Russische gymnaste. Ze begon met gymnastiek in 1965 en in 1967 nam ze deel namens het Sovjet-Russische team. Op de Olympische Zomerspelen 1968 in Mexico behaalde ze goud met dat Sovjet-team, waarbij ze zelf op de 24e plek van de rangschikking eindigde. Twee jaar later was ze leider van het Sovjet-Russische team en domineerde ze van 1970 tot 1974 de internationale competitie.
- Gemeinsame Normdatei: 118624695
- International Standard Name Identifier: 0000 0000 2056 4939
- Library of Congress Control Number: n80132483
- Virtual International Authority File: 18015240
- WorldCat: E39PBJwX8TMMwdR7cCBMhrvCQq

1952: Marija Gorochovskaja ·
1956: Larissa Latynina ·
1960: Larissa Latynina ·
1964: Věra Čáslavská ·
1968: Věra Čáslavská ·
1972: Ljoedmila Toerisjtsjeva ·
1976: Nadia Comăneci ·
1980: Jelena Davydova ·
1984: Mary Lou Retton ·
1988: Jelena Sjoesjoenova ·
1992: Tetjana Goetsoe ·
1996: Lilija Podkopajeva ·
2000: Simona Amânar ·
2004: Carly Patterson ·
2008: Nastia Liukin · 
2012: Gabby Douglas ·
2016: Simone Biles ·
2020: Sunisa Lee ·
2024: Simone Biles
1928: Agsteribbe, Burgerhof, De Levie, Nordheim, Polak, Simons, Stelma, Van den Berg, Van den Bos, Van der Vegt, Van Randwijk, Van Rumt ·
1936: Bärwirth, Bürger, Frölian, Iby, Meyer, Pöhlsen, Schmitt, Sohnemann ·
1948: Honsová, Kovářová, Misáková, Müllerová, Růžičková, Šilhánová, Srncová, Veřmiřovská ·
1952: Gorochovskaja, Botsjarova, Minaitsjeva, Oerbanovitsj, Danilova, Sjamrai, Dzjoegeli, Kalintsjoek ·
1956: Manina, Latynina, Moeratova, Kalinina, Astachova, Jegorova ·
1960: Moeratova, Latynina, Astachova, Ljoechina, Ivanova, Nikolajeva ·
1964: Latynina, Astachova, Voltsjetskaja, Zamotajlova, Manina, Gromova ·
1968: Koetsjinskaja, Voronina, Petrik, Karasjova, Toerisjtsjeva, Boerda ·
1972: Toerisjtsjeva, Korboet, Lazakovitsj, Boerda, Saadi, Kosjel ·
1976: Filatova, Grozdova, Kim, Korboet, Saadi, Toerisjtsjeva ·
1980: Davydova, Filatova, Kim, Naimoesjina, Sjaposjnikova, Zacharova ·
1984: Szabo, Cutina, Păucă, Grigoraș, Stănuleț, Agache ·
1988: Baitova, Sjevtsjenko, Strazjeva, Lasjtsjenova, Boginskaja, Sjoesjoenova ·
1992: Boginskaja, Lysenko, Galijeva, Goetsoe, Groedneva, Tsjoesovitina ·
1996: Miller, Dawes, Strug, Moceanu, Phelps, Chow, Borden ·
2000: Răducan, Amânar, Olaru, Boboc, Isărescu, Presăcan ·
2004: Ban, Eremia, Ponor, Roșu, Șofronie, Stroescu ·
2008: Yang, Cheng, Jiang, Deng, He, Li ·
2012: Douglas, Maroney, Raisman, Ross, Wieber ·
2016: Biles, Douglas, Hernandez, Kocian, Raisman ·
2020: Achajmova, Listoenova, Melnikova, Oerazova ·
2024: Biles, Carey, Chiles, Lee, Rivera
1934: Vlasta Děkanová ·
1938: Vlasta Děkanová ·
1950: Helena Rakoczy ·
1954: Galina Sjamrai ·
1958: Larissa Latynina ·
1962: Larissa Latynina ·
1966: Věra Čáslavská ·
1970: Ljoedmila Toerisjtsjeva ·
1974: Ljoedmila Toerisjtsjeva ·
1978: Jelena Moechina ·
1979: Nelli Kim ·
1981: Olga Bicherova ·
1983: Natalia Yurchenko ·
1985: Jelena Sjoesjoenova / Oksana Omelianchik ·
1987: Aurelia Dobre ·
1989: Svetlana Boginskaja ·
1991: Kim Zmeskal ·
1993: Shannon Miller ·
1994: Shannon Miller ·
1995: Lilija Podkopajeva ·
1997: Svetlana Chorkina ·
1999: Maria Olaru ·
2001: Svetlana Chorkina ·
2002: Svetlana Chorkina ·
2003: Svetlana Chorkina ·
2005: Chellsie Memmel ·
2006: Vanessa Ferrari ·
2007: Shawn Johnson ·
2009: Bridget Sloan ·
2010: Alia Moestafina ·
2011: Jordyn Wieber ·
2013: Simone Biles ·
2014: Simone Biles ·
2015: Simone Biles ·
2017: Morgan Hurd ·
2018: Simone Biles ·
2019: Simone Biles ·
2021: Angelina Melnikova ·
2022: Rebeca Andrade ·
2023: Simone Biles
1934: Bajerová, Děkanová, Foltová, Hajková, Jarusková, Veřmířovská ·
1938: Bajerová, Dekanová, Dobešová, Foltová, Hajková, Jarusková, Pálfyová, Veřmířovská ·
1950: Berggren, Blomberg, Lindberg, Ljungström, Nordin, A.-S. Pettersson, G. Pettersson, Sandahl ·
1954: Botsjarova, Danilova, Gorochovskaja, Latynina, Manina, Moeratova, Roedko, Sjarabidze ·
1958: Astachova, Borisova, Ivanova,  Latynina, Manina, Moeratova ·
1962: Astachova, Ivanova, Latynina, Manina, Moeratova, Pervoesjina ·
1966: Čáslavská, Košťálová, Krajčírová, Kubičková, Řimnáčová, Sedláčková ·
1970: Boerda, Karasjova, Lazakovitsj, Petrik, Toerisjtsjeva, Voronina ·
1974: Dronova, Kim, Korboet, Saadi, Sicharoelidze, Toerisjtsjeva ·
1978: Agapova, Arzjannikova, Filatova, Kim, Moechina, Sjaposjnikova ·
1979: Comăneci, Dunca, Eberle, Ruhn, Turner, Vlădărău ·
1981: Bitsjerova, Davydova, Filatova, Ilenko, Polevaja, Zacharova ·
1983: Bitsjerova, Frolova, Ilenko, Mostepanova, Sjisjova, Joertsjenko ·
1985: Baraksanova, Kolesnikova, Mostepanova, Omeljantsjyk, Sjoesjoenova, Joertsjenko ·
1987: Dobre, Golea, Popa, Silivaș, Szabo, Voinea ·
1989: Baitova, Boginskaja, Doednyk, Lasjtsjenova, Sazonenkova, Strazjeva ·
1991: Boginskaja, Tsjoesovitina, Galijeva, Goetsoe, Kalinina, Lysenko ·
1994: Amânar, Gogean, Hațegan, Loaieș, Mărănducă, Miloșovici, Presăcan ·
1995: Amânar, Cacovean, Gogean, Hategan, Marinescu, Miloșovici, Presăcan ·
1997: Amânar, Gogean, Marinescu, Presăcan, Țugurlan, Ungureanu ·
1999: Amânar, Boboc, Isărescu, Olaru, Răducan, Ungureanu ·
2001: Boboc, Cojocar, Ionescu, Răducan, Stroescu, Ulmeanu ·
2003: Humphrey, Kupets, Memmel, Patterson, Schwikert, Vise ·
2006: Fei, Ning, Ya, Panpan, Nan, Zhuoru ·
2007: Hong, Johnson, Liukin, Peszek, Sacramone, Worley ·
2010: Afanasjeva, Dementeva, Koerbatova, Moestafina, Nabiëva, Semenova ·
2011: Douglas, Maroney, Raisman, Sacramone, Vega, Wieber ·
2014: Baumann, Biles, Desch, Kocian, Locklear, Ross, Skinner ·
2015: Biles, Douglas, Dowel, Kochian, Nichols, Raisman, Skinner ·
2018: Biles, Eaker, Hurd, McCallum, McCusker, Smith · 
2019: Biles, Carey, Eaker, Lee, McCallum · 
2022: Chiles, Jones, Carey, Wong, Blakely
· 2023: Biles, Blakely, Jones, Roberson, Wong
1938: Vlasta Děkanová  
· 1950: Helena Rakoczy  
· 1954: Keiko Tanaka  
· 1958: Larissa Latynina  
· 1962: Eva Bosáková  
· 1966: Natalja Koetsjinskaja  
· 1970: Erika Zuchold  
· 1974: Ljoedmila Toerisjtsjeva
· 1978: Nadia Comăneci
· 1979: Věra Černá 
· 1981: Maxi Gnauck  
· 1983: Olga Mostepanova  
· 1985: Daniela Silivaș  
· 1987: Aurelia Dobre  
· 1989: Daniela Silivaș  
· 1991: Svetlana Boginskaja  
· 1992: Kim Zmeskal  
· 1993: Lavinia Miloșovici  
· 1994: Shannon Miller  
· 1995: Mo Huilan  
· 1996: Dina Kochetkova  
· 1997: Gina Gogean  
· 1999: Ling Jie  
· 2001: Andreea Răducan  
· 2002: Ashley Postell  
· 2003: Fan Ye  
· 2005: Nastia Liukin 
· 2006: Iryna Krasnianska  
· 2007: Nastia Liukin  
· 2009: Deng Linlin  
· 2010: Ana Porgras  
· 2011: Sui Lu
· 2013: Aliya Mustafina
· 2014: Simone Biles
· 2015: Simone Biles
· 2017: Pauline Schäfer
· 2018: Liu Tingting
· 2019: Simone Biles
· 2021: Urara Ashikawa
· 2022: Hazuki Watanabe
· 2023: Simone Biles
1957: Larissa Latynina ·
1959: Polina Astachova ·
1961: Polina Astachova ·
1963: Thea Belmer ·
1965: Věra Čáslavská ·
1967: Věra Čáslavská ·
1969: Karin Büttner-Janz ·
1971: Tamara Lazakovitsj ·
1973: Ljoedmila Toerisjtsjeva ·
1975: Nadia Comăneci ·
1977: Comăneci / Mukhina ·
1979: Elena Mukhina ·
1981: Maxi Gnauck ·
1983: Ecaterina Szabo ·
1985: Gnauck / Sjoesjoenova ·
1987: Daniela Silivaș ·
1989: Henrietta Ónodi ·
1990: Boginskaja / Kalinina / Pașca ·
1992: Tetjana Goetsoe ·
1994: Svetlana Chorkina ·
1996: Amânar / Chorkina / Podkopajeva ·
1998: Svetlana Chorkina ·
2000: Svetlana Chorkina ·
2002: Svetlana Chorkina ·
2004: Svetlana Chorkina ·
2005: Émilie Le Pennec ·
2006: Beth Tweddle ·
2007: Dariya Zgoba ·
2008: Ksenia Semyonova ·
2009: Beth Tweddle ·
2010: Beth Tweddle ·
2011: Beth Tweddle ·
2012: Viktoria Komova ·
2013: Alia Moestafina ·
2014: Rebecca Downie ·
2015: Daria Spiridonova ·
2016: Rebecca Downie ·
2017: Nina Derwael ·
2018: Nina Derwael ·
2019: Anastasia Ilyankova ·
2020: Zsófia Kovács ·
2021: Angelina Melnikova ·
2022: Elisabeth Seitz ·
2023: Alice D'Amato ·
2024: Alice D'Amato
1957: Larissa Latynina ·
1959: Polina Astachova ·
1961: Larissa Latynina ·
1963: Mirjana Bilić ·
1965: Věra Čáslavská ·
1967: Věra Čáslavská ·
1969: Olga Karasyova ·
1971: Ljoedmila Toerisjtsjeva ·
1973: Ljoedmila Toerisjtsjeva ·
1975: Nelli Kim ·
1977: Maria Filatova / Elena Mukhina ·
1979: Nadia Comăneci ·
1981: Maxi Gnauck ·
1983: Olga Bicherova / Ecaterina Szabo ·
1985: Jelena Sjoesjoenova ·
1987: Daniela Silivaș ·
1989: Svetlana Boginskaja / Daniela Silivaș ·
1990: Svetlana Boginskaja ·
1992: Gina Gogean ·
1994: Lilija Podkopajeva ·
1996: Lavinia Miloșovici / Lilija Podkopajeva ·
1998: Svetlana Chorkina / Corina Ungureanu ·
2000: Ludivine Furnon ·
2002: Alona Kvasha ·
2004: Cătălina Ponor ·
2005: Isabelle Severino ·
2006: Sandra Izbașa ·
2007: Vanessa Ferrari ·
2008: Sandra Izbașa ·
2009: Beth Tweddle ·
2010: Beth Tweddle ·
2011: Sandra Izbașa ·
2012: Larisa Iordache] ·
2013: Ksenia Afanasjeva ·
2014: Vanessa Ferrari / Larisa Iordache ·
2015: Ksenia Afanasjeva ·
2016: Giulia Steingruber ·
2017: Angelina Melnikova ·
2018: Mélanie de Jesus dos Santos ·
2019: Mélanie de Jesus dos Santos ·
2020: Larisa Iordache ·
2021: Jessica Gadirova ·
2022: Jessica Gadirova ·
2023: Jessica Gadirova ·
2024: Manila Esposito
1957: Larissa Latynina ·
1959: Věra Čáslavská ·
1961: Polina Astachova ·
1963: Ewa Rydell ·
1965: Věra Čáslavská ·
1967: Věra Čáslavská ·
1969: Karin Büttner-Janz ·
1971: Tamara Lazakovitsj ·
1973: Ljoedmila Toerisjtsjeva ·
1975: Nadia Comăneci ·
1977: Jelena Moechina ·
1979: Natalja Sjaposjnikova ·
1981: Maxi Gnauck ·
1983: Lavinia Agache ·
1985: Oksana Omelianchik ·
1987: Daniela Silivaș ·
1989: Olesya Dudnik / Gabriela Potorac
1990: Svetlana Boginskaja ·
1992: Svetlana Boginskaja ·
1994: Gina Gogean ·
1996: Rozalia Galiyeva ·
1998: Yevgeniya Kuznetsova ·
2000: Svetlana Chorkina ·
2002: Ludmilla Ezhova ·
2004: Cătălina Ponor ·
2005: Cătălina Ponor ·
2006: Cătălina Ponor ·
2007: Yulia Lozhechko ·
2008: Ksenia Semyonova ·
2009: Yana Demyanchuk ·
2010: Amelia Racea ·
2011: Anna Dementyeva ·
2012: Cătălina Ponor ·
2013: Larisa Iordache ·
2014: Maria Kharenkova ·
2015: Andreea Munteanu ·
2016: Alia Moestafina ·
2017: Cătălina Ponor ·
2018: Sanne Wevers ·
2019: Alice Kinsella ·
2020: Larisa Iordache ·
2021: Mélanie de Jesus dos Santos ·
2022: Emma Malewski ·
2023: Sanne Wevers ·
2024: Manila Esposito ·